# NGC 4028
NGC 4028 (NGC 4028) je spiralna galaktika u zviježđu Berenikinoj kosi. Naknadno je utvrđeno da je NGC 4014 ista galaktika.

## Vanjske poveznice
- (eng.) SEDS: NGC 4028
- (eng.) Revidirani Novi opći katalog
- (eng.) Izvangalaktička baza podataka NASA-e i IPAC-a
- (eng.) Astronomska baza podataka SIMBAD
- (eng.) VizieR